# Llista de monuments del districte d'Albi
Llista de monuments del districte d'Albi (Tarn) registrats com a monuments històrics, bé catalogats d'interès nacional (classé) o bé inventariats d'interès regional (inscrit).
| Monument                                                       | Prot. | Època             | Localització                                                 | Coordenades                                                                              | Codi?      | Imatge |
| -------------------------------------------------------------- | ----- | ----------------- | ------------------------------------------------------------ | ---------------------------------------------------------------------------------------- | ---------- | --- |
| Església parroquial Notre-Dame                                 | Inv.  | Segle XX          | Albanh place de l'Église                                     | 43° 53′ 16″ N, 2° 27′ 44″ E / 43.887803°N,2.462182°E                                     | PA81000012 | Església parroquial Notre-Dame · Vegeu més fotos d'aquest monument · Carregueu una nova foto d'aquest monument                                 |
| Casa                                                           | Inv.  | Segle XVII        | Albi 12 rue d'Engueysse                                      | 43° 55′ 48″ N, 2° 08′ 38″ E / 43.929884°N,2.143948°E                                     | PA00095467 | Casa · Vegeu més fotos d'aquest monument · Carregueu una nova foto d'aquest monument                                                           |
| Casa                                                           | Inv.  | Segle XII         | Albi 1 rue des Foissants; rue Saint-Étienne                  | 43° 55′ 45″ N, 2° 08′ 43″ E / 43.929301°N,2.145242°E                                     | PA00095468 | Casa · Vegeu més fotos d'aquest monument · Carregueu una nova foto d'aquest monument                                                           |
| Casa                                                           | Inv.  |                   | Albi 3 rue des Foissants                                     | 43° 55′ 45″ N, 2° 08′ 43″ E / 43.929137°N,2.145299°E                                     | PA00095469 | Casa · Vegeu més fotos d'aquest monument · Carregueu una nova foto d'aquest monument                                                           |
| Casa                                                           | Inv.  |                   | Albi 1 rue de la Grand'Côte                                  | 43° 55′ 49″ N, 2° 08′ 42″ E / 43.930342°N,2.145°E                                        | PA00095470 | Casa · Vegeu més fotos d'aquest monument · Carregueu una nova foto d'aquest monument                                                           |
| Casa                                                           | Inv.  |                   | Albi 8 rue de la Grand'Côte                                  | 43° 55′ 48″ N, 2° 08′ 42″ E / 43.930028°N,2.145029°E                                     | PA00095471 | Casa · Vegeu més fotos d'aquest monument · Carregueu una nova foto d'aquest monument                                                           |
| Torre del Boutge                                               | Inv.  | Segle XV          | Albi 30 place Henri-de-Grosse                                | 43° 55′ 46″ N, 2° 08′ 40″ E / 43.929444°N,2.144444°E                                     | PA00095482 | Torre del Boutge · Vegeu més fotos d'aquest monument · Carregueu una nova foto d'aquest monument                                               |
| Edifici                                                        | Inv.  |                   | Albi 14 rue de l'Hôtel-de-Ville                              | 43° 55′ 38″ N, 2° 08′ 48″ E / 43.927182°N,2.146718°E                                     | PA00095462 | Edifici · Vegeu més fotos d'aquest monument · Carregueu una nova foto d'aquest monument                                                        |
| Edifici                                                        | Cat.  |                   | Albi 8 rue Maziès                                            | 43° 55′ 42″ N, 2° 08′ 45″ E / 43.928411°N,2.145784°E                                     | PA00095463 | Edifici · Vegeu més fotos d'aquest monument · Carregueu una nova foto d'aquest monument                                                        |
| Església Notre-Dame du Breuil                                  | Inv.  | Segle XX          | Albi rue Paul-Belmont                                        | 43° 56′ 33″ N, 2° 08′ 55″ E / 43.9425°N,2.148611°E                                       | PA81000023 | Església Notre-Dame du Breuil · Modifica el valor a Wikidata · Carregueu una nova foto d'aquest monument                                       |
| Fideueria                                                      | Inv.  | Segle XII         | Albi 41 rue Porta; 1 boulevard de Strasbourg                 | 43° 55′ 57″ N, 2° 08′ 45″ E / 43.932583°N,2.145944°E                                     | PA00095483 | Fideueria · Vegeu més fotos d'aquest monument · Carregueu una nova foto d'aquest monument                                                      |
| Edifici                                                        | Inv.  |                   | Albi 69 rue Rinaldi                                          | 43° 55′ 58″ N, 2° 08′ 28″ E / 43.932855°N,2.141063°E                                     | PA00095464 | Edifici · Vegeu més fotos d'aquest monument · Carregueu una nova foto d'aquest monument                                                        |
| Hôtel de Rochegude                                             | Inv.  | Segle XVII        | Albi 28 rue Rochegude                                        | 43° 55′ 19″ N, 2° 08′ 46″ E / 43.921972°N,2.146111°E                                     | PA00095460 | Hôtel de Rochegude · Vegeu més fotos d'aquest monument · Carregueu una nova foto d'aquest monument                                             |
| Casa                                                           | Inv.  |                   | Albi 2 rue Saint-Julien                                      | 43° 55′ 44″ N, 2° 08′ 39″ E / 43.928783°N,2.144269°E                                     | PA00095473 | Casa · Vegeu més fotos d'aquest monument · Carregueu una nova foto d'aquest monument                                                           |
| Casa                                                           | Inv.  |                   | Albi 4 rue Saint-Julien                                      | 43° 55′ 43″ N, 2° 08′ 39″ E / 43.928747°N,2.144187°E                                     | PA00095474 | Casa · Vegeu més fotos d'aquest monument · Carregueu una nova foto d'aquest monument                                                           |
| Casa                                                           | Inv.  |                   | Albi 6 rue Saint-Julien                                      | 43° 55′ 43″ N, 2° 08′ 39″ E / 43.928709°N,2.14412°E                                      | PA00095475 | Casa · Vegeu més fotos d'aquest monument · Carregueu una nova foto d'aquest monument                                                           |
| Casa                                                           | Inv.  |                   | Albi 8 rue Saint-Julien                                      | 43° 55′ 43″ N, 2° 08′ 39″ E / 43.92866°N,2.144053°E                                      | PA00095476 | Casa · Vegeu més fotos d'aquest monument · Carregueu una nova foto d'aquest monument                                                           |
| Casa                                                           | Inv.  |                   | Albi 1 rue Sainte-Cécile; rue Mariès                         | 43° 55′ 41″ N, 2° 08′ 39″ E / 43.928107°N,2.144115°E                                     | PA00095472 | Casa · Vegeu més fotos d'aquest monument · Carregueu una nova foto d'aquest monument                                                           |
| Maison des Viguiers, hôtel Rèsnès o maison Guise               | Cat.  |                   | Albi rue Timbal                                              | 43° 55′ 41″ N, 2° 08′ 49″ E / 43.928056°N,2.146806°E                                     | PA00095477 | Maison des Viguiers, hôtel Rèsnès o maison Guise · Vegeu més fotos d'aquest monument · Carregueu una nova foto d'aquest monument               |
| Maison Enjalbert                                               | Cat.  |                   | Albi rue Timbal; rue des Pénitents                           | 43° 55′ 40″ N, 2° 08′ 48″ E / 43.927778°N,2.146667°E                                     | PA00095478 | Maison Enjalbert · Vegeu més fotos d'aquest monument · Carregueu una nova foto d'aquest monument                                               |
| Hôtel du Bosc, casa natal del pintor Henri de Toulouse-Lautrec | Inv.  |                   | Albi 14 rue Toulouse-Lautrec                                 | 43° 55′ 36″ N, 2° 08′ 36″ E / 43.926556°N,2.143472°E                                     | PA00095459 | Hôtel du Bosc, casa natal del pintor Henri de Toulouse-Lautrec · Vegeu més fotos d'aquest monument · Carregueu una nova foto d'aquest monument |
| Edifici                                                        | Inv.  |                   | Albi place du Vigan                                          | 43° 55′ 38″ N, 2° 08′ 50″ E / 43.927174°N,2.147331°E                                     | PA00095465 | Edifici · Vegeu més fotos d'aquest monument · Carregueu una nova foto d'aquest monument                                                        |
| Església Saint-Jean de Rayssac                                 | Inv.  | Segle XX          | Albi avenue du maréchal-Juin                                 | 43° 54′ 57″ N, 2° 07′ 52″ E / 43.915778°N,2.131139°E                                     | PA81000024 | Carregueu una nova foto d'aquest monument |
| Teatre                                                         | Inv.  | Segle xix         | Albi rue Saint-Antoine                                       | 43° 55′ 32″ N, 2° 08′ 57″ E / 43.925667°N,2.149167°E                                     | PA81000011 | Teatre · Vegeu més fotos d'aquest monument · Carregueu una nova foto d'aquest monument                                                         |
| Església Notre-Dame-de-la-Drèche                               | Cat.  | Segle xix         | Albi, L'Escura d'Albigés i Canhac de las Minas               | 43° 58′ 10″ N, 2° 09′ 15″ E / 43.969444°N,2.154167°E                                     | PA00135474 | Església Notre-Dame-de-la-Drèche · Vegeu més fotos d'aquest monument · Carregueu una nova foto d'aquest monument                               |
| Vell pont                                                      | Cat.  | Segle XI          | Albi                                                         | 43° 55′ 52″ N, 2° 08′ 40″ E / 43.931194°N,2.144556°E                                     | PA00095481 | Vell pont · Vegeu més fotos d'aquest monument · Carregueu una nova foto d'aquest monument                                                      |
| Palau de l'Arquebisbat o de la Berbie                          | Cat.  | Segles XVII-XVIII | Albi Place Sainte-Cécile                                     | 43° 55′ 45″ N, 2° 08′ 36″ E / 43.929222°N,2.143417°E                                     | PA00095480 | Palau de l'Arquebisbat o de la Berbie · Vegeu més fotos d'aquest monument · Carregueu una nova foto d'aquest monument                          |
| Casal de Lasbordes                                             | Inv.  | Segles XVII-XIX   | Albi                                                         | 43° 56′ 28″ N, 2° 07′ 08″ E / 43.941222°N,2.118917°E                                     | PA00095479 | Carregueu una nova foto d'aquest monument |
| Institut de nois                                               | Inv.  |                   | Albi 2 Lices Georges-Pompidou                                | 43° 55′ 49″ N, 2° 08′ 49″ E / 43.930222°N,2.146984°E                                     | PA00095466 | Institut de nois · Vegeu més fotos d'aquest monument · Carregueu una nova foto d'aquest monument                                               |
| Ajuntament                                                     | Inv.  | Segle XVII        | Albi 16 rue de l'Hôtel-de-Ville                              | 43° 55′ 38″ N, 2° 08′ 47″ E / 43.927167°N,2.146333°E                                     | PA00095461 | Ajuntament · Vegeu més fotos d'aquest monument · Carregueu una nova foto d'aquest monument                                                     |
| Col·legiata Saint-Salvy                                        | Cat.  | Segles XII-XIII   | Albi Rue Mariès                                              | 43° 55′ 41″ N, 2° 08′ 40″ E / 43.927944°N,2.144556°E                                     | PA00095457 | Col·legiata Saint-Salvy · Vegeu més fotos d'aquest monument · Carregueu una nova foto d'aquest monument                                        |
| Antiga comanda de Rayssac                                      | Inv.  |                   | Albi                                                         | 43° 54′ 15″ N, 2° 11′ 55″ E / 43.904167°N,2.198611°E                                     | PA00095456 | Antiga comanda de Rayssac · Modifica el valor a Wikidata · Carregueu una nova foto d'aquest monument                                           |
| Castell del Gô                                                 | Inv.  | Segles XVI-XVII   | Albi                                                         | 43° 57′ 05″ N, 2° 09′ 40″ E / 43.951389°N,2.161111°E                                     | PA00095455 | Castell del Gô · Vegeu més fotos d'aquest monument · Carregueu una nova foto d'aquest monument                                                 |
| Castell de Cantepau                                            | Inv.  | Segles XV-XVII    | Albi                                                         | 43° 56′ 41″ N, 2° 09′ 44″ E / 43.944771°N,2.162316°E                                     | PA00095454 | Castell de Cantepau · Vegeu més fotos d'aquest monument · Carregueu una nova foto d'aquest monument                                            |
| Catedral Sainte-Cécile                                         | Cat.  |                   | Albi Place Sainte-Cécile                                     | 43° 55′ 43″ N, 2° 08′ 35″ E / 43.928492°N,2.142945°E                                     | PA00095453 | Catedral Sainte-Cécile · Vegeu més fotos d'aquest monument · Carregueu una nova foto d'aquest monument                                         |
| Creu                                                           | Inv.  | Segle XVIII       | Ambialet Antic cementiri                                     | 43° 56′ 41″ N, 2° 22′ 40″ E / 43.944818°N,2.37791°E                                      | PA00095484 | Creu · Vegeu més fotos d'aquest monument · Carregueu una nova foto d'aquest monument                                                           |
| Priorat                                                        | Cat.  |                   | Ambialet                                                     | 43° 56′ 59″ N, 2° 22′ 51″ E / 43.949619°N,2.380895°E                                     | PA00095485 | Priorat · Vegeu més fotos d'aquest monument · Carregueu una nova foto d'aquest monument                                                        |
| Creu                                                           | Cat.  | Segle XVI         | Bornasèl plaça de la vila                                    | Coordenades: La longitud no és numèrica: {{{lon}}} {{#coordinates:}}: longitud no vàlida | PA00095489 | Paràmetre 1.96880 desconegut |
| Creu de ferro forjat                                           | Inv.  | Segle XVI         | Las Cabanas place de l'Église                                | 44° 04′ 03″ N, 1° 56′ 10″ E / 44.067561°N,1.936051°E                                     | PA00095493 | Creu de ferro forjat · Vegeu més fotos d'aquest monument · Carregueu una nova foto d'aquest monument                                           |
| Pont des Anes                                                  | Cat.  |                   | Las Cabanas i Vindrac e Alairac                              | 44° 04′ 19″ N, 1° 55′ 49″ E / 44.071816°N,1.930311°E                                     | PA81000026 | Pont des Anes · Vegeu més fotos d'aquest monument · Carregueu una nova foto d'aquest monument                                                  |
| Tour, prop de l'església                                       | Inv.  |                   | Las Cabanas                                                  | 44° 04′ 04″ N, 1° 56′ 11″ E / 44.067684°N,1.936255°E                                     | PA00095495 | Tour, prop de l'església · Vegeu més fotos d'aquest monument · Carregueu una nova foto d'aquest monument                                       |
| Església                                                       | Inv.  |                   | Las Cabanas                                                  | 44° 04′ 03″ N, 1° 56′ 09″ E / 44.067576°N,1.935847°E                                     | PA00095494 | Església · Vegeu més fotos d'aquest monument · Carregueu una nova foto d'aquest monument                                                       |
| Església de Gabriac                                            | Inv.  | Segles XIV-XV     | Cadaluènh                                                    | 43° 50′ 45″ N, 2° 00′ 25″ E / 43.84591°N,2.006949°E                                      | PA00095497 | Església de Gabriac · Vegeu més fotos d'aquest monument · Carregueu una nova foto d'aquest monument                                            |
| Antiga església                                                | Inv.  |                   | Cadaluènh                                                    | 43° 51′ 00″ N, 1° 58′ 51″ E / 43.850057°N,1.980937°E                                     | PA00095496 | Antiga església · Vegeu més fotos d'aquest monument · Carregueu una nova foto d'aquest monument                                                |
| Pou de mina de carbó de Campgrand, actualment museu de la mina | Inv.  | Segle xix         | Canhac de las Minas Campgrand                                | 43° 59′ 32″ N, 2° 08′ 01″ E / 43.99217°N,2.133638°E                                      | PA00125611 | Pou de mina de carbó de Campgrand, actualment museu de la mina · Vegeu més fotos d'aquest monument · Carregueu una nova foto d'aquest monument |
| Església Saint-Dalmazy                                         | Inv.  | Segle XV          | Canhac de las Minas                                          | 43° 58′ 57″ N, 2° 07′ 37″ E / 43.982625°N,2.126933°E                                     | PA00095498 | Carregueu una nova foto d'aquest monument |
| Zona arqueològica del dolmen des Teulières                     | Inv.  |                   | Caüsac de Vera                                               | 43° 58′ 32″ N, 1° 51′ 35″ E / 43.97567°N,1.85967°E                                       | PA00125612 | Carregueu una nova foto d'aquest monument |
| Antiga clínica Sainte-Barbe                                    | Inv.  | Segle xix         | Carmauç 24 rue Bouloc-Torcatis                               | 44° 03′ 11″ N, 2° 09′ 21″ E / 44.052985°N,2.15597°E                                      | PA00095665 | Antiga clínica Sainte-Barbe · Vegeu més fotos d'aquest monument · Carregueu una nova foto d'aquest monument                                    |
| Central elèctrica de la mina de carbó                          | Inv.  | Segle xix         | Carmauç chemin du Pré-Grand; 24 rue Bouloc-Torcatis          | 44° 03′ 08″ N, 2° 08′ 43″ E / 44.052249°N,2.14536°E                                      | PA00095664 | Central elèctrica de la mina de carbó · Vegeu més fotos d'aquest monument · Carregueu una nova foto d'aquest monument                          |
| Colomar-torre des Garrabets                                    | Inv.  | Segle XV          | Castèlnòu de Lèvis                                           | 43° 56′ 11″ N, 2° 05′ 16″ E / 43.936334°N,2.087778°E                                     | PA81000042 | Carregueu una nova foto d'aquest monument |
| Església                                                       | Inv.  |                   | Castèlnòu de Lèvis                                           | 43° 56′ 20″ N, 2° 04′ 59″ E / 43.938821°N,2.083004°E                                     | PA00095500 | Església · Vegeu més fotos d'aquest monument · Carregueu una nova foto d'aquest monument                                                       |
| Ruïnes del castell                                             | Cat.  | Segle XIII        | Castèlnòu de Lèvis                                           | 43° 56′ 23″ N, 2° 05′ 01″ E / 43.9396°N,2.0837°E                                         | PA00095499 | Ruïnes del castell · Vegeu més fotos d'aquest monument · Carregueu una nova foto d'aquest monument                                             |
| Casa datada del 1630                                           | Inv.  | Segle XVII        | Castèlnòu de Montmiralh place Publique                       | 43° 57′ 57″ N, 1° 49′ 13″ E / 43.965751°N,1.820179°E                                     | PA00095502 | Casa datada del 1630 · Vegeu més fotos d'aquest monument · Carregueu una nova foto d'aquest monument                                           |
| Antiga porta de vila                                           | Inv.  |                   | Castèlnòu de Montmiralh                                      | 43° 57′ 55″ N, 1° 49′ 15″ E / 43.965297°N,1.820785°E                                     | PA00095503 | Antiga porta de vila · Vegeu més fotos d'aquest monument · Carregueu una nova foto d'aquest monument                                           |
| Castell de Meyragues i colomar                                 | Inv.  | Segles XVI-XVII   | Castèlnòu de Montmiralh                                      | 43° 58′ 36″ N, 1° 51′ 00″ E / 43.976796°N,1.850011°E                                     | PA00095501 | Castell de Meyragues i colomar · Vegeu més fotos d'aquest monument · Carregueu una nova foto d'aquest monument                                 |
| Església de Roumanou                                           | Cat.  | Segles XI-XII     | Sestairòls                                                   | 43° 59′ 40″ N, 1° 58′ 02″ E / 43.994447°N,1.967266°E                                     | PA00095523 | Església de Roumanou · Vegeu més fotos d'aquest monument · Carregueu una nova foto d'aquest monument                                           |
| Església de Lincargue                                          | Inv.  |                   | Sestairòls                                                   | 43° 58′ 09″ N, 1° 59′ 49″ E / 43.969218°N,1.996931°E                                     | PA00095522 | Església de Lincargue · Vegeu més fotos d'aquest monument · Carregueu una nova foto d'aquest monument                                          |
| Església                                                       | Inv.  |                   | Sestairòls                                                   | 43° 58′ 50″ N, 1° 59′ 07″ E / 43.980508°N,1.985173°E                                     | PA00095521 | Església · Vegeu més fotos d'aquest monument · Carregueu una nova foto d'aquest monument                                                       |
| Presbiteri                                                     | Cat.  | Segle XIV         | Còrdas d'Albigés Grande-Rue                                  | 44° 03′ 48″ N, 1° 57′ 01″ E / 44.063472°N,1.950278°E                                     | PA00095547 | Presbiteri · Vegeu més fotos d'aquest monument · Carregueu una nova foto d'aquest monument                                                     |
| Maison Estivalèzes                                             | Inv.  | Segle XIV         | Còrdas d'Albigés Grande-Rue                                  | 44° 03′ 46″ N, 1° 57′ 23″ E / 44.06265°N,1.95631°E                                       | PA00095539 | Carregueu una nova foto d'aquest monument |
| Maison Goorsse                                                 | Cat.  |                   | Còrdas d'Albigés Grande-Rue                                  | 44° 03′ 47″ N, 1° 57′ 11″ E / 44.063028°N,1.953056°E                                     | PA00095534 | Maison Goorsse · Vegeu més fotos d'aquest monument · Carregueu una nova foto d'aquest monument                                                 |
| Maison Carrié-Boyer                                            | Cat.  |                   | Còrdas d'Albigés Grande-Rue                                  | 44° 03′ 47″ N, 1° 57′ 08″ E / 44.063139°N,1.952194°E                                     | PA00095529 | Maison Carrié-Boyer · Vegeu més fotos d'aquest monument · Carregueu una nova foto d'aquest monument                                            |
| Edifici                                                        | Inv.  | Segles XIII-XIV   | Còrdas d'Albigés Grande-Rue; rue Saint-Grégoire              | 44° 03′ 48″ N, 1° 57′ 10″ E / 44.063324°N,1.952747°E                                     | PA00095532 | Edifici · Carregueu una nova foto d'aquest monument                                                                                            |
| Maison Gaugiran                                                | Cat.  | Segles XIII-XIV   | Còrdas d'Albigés Grande-Rue                                  | 44° 03′ 49″ N, 1° 57′ 01″ E / 44.063556°N,1.950389°E                                     | PA00095530 | Maison Gaugiran · Vegeu més fotos d'aquest monument · Carregueu una nova foto d'aquest monument                                                |
| Torre la Barbacane                                             | Inv.  | Segles XIII-XV    | Còrdas d'Albigés                                             | 44° 03′ 47″ N, 1° 57′ 14″ E / 44.062972°N,1.953778°E                                     | PA00095549 | Torre la Barbacane · Vegeu més fotos d'aquest monument · Carregueu una nova foto d'aquest monument                                             |
| Muralles merlades                                              | Inv.  | Segle XIV         | Còrdas d'Albigés                                             | 44° 03′ 50″ N, 1° 56′ 54″ E / 44.063806°N,1.948444°E                                     | PA00095548 | Muralles merlades · Vegeu més fotos d'aquest monument · Carregueu una nova foto d'aquest monument                                              |
| Porta del Vainqueur o del Planel                               | Cat.  | Segle XIII        | Còrdas d'Albigés                                             | 44° 03′ 47″ N, 1° 57′ 13″ E / 44.063056°N,1.9535°E                                       | PA00095546 | Porta del Vainqueur o del Planel · Vegeu més fotos d'aquest monument · Carregueu una nova foto d'aquest monument                               |
| Porta de Rous                                                  | Cat.  | Segles XIII-XV    | Còrdas d'Albigés                                             | 44° 03′ 47″ N, 1° 57′ 11″ E / 44.063083°N,1.952917°E                                     | PA00095545 | Porta de Rous · Vegeu més fotos d'aquest monument · Carregueu una nova foto d'aquest monument                                                  |
| Porta le Portanel, porta de vila                               | Inv.  | Segle XVI         | Còrdas d'Albigés                                             | 44° 03′ 50″ N, 1° 57′ 05″ E / 44.063861°N,1.951389°E                                     | PA00095544 | Porta le Portanel, porta de vila · Vegeu més fotos d'aquest monument · Carregueu una nova foto d'aquest monument                               |
| Porta des Ormeaux, porta de vila                               | Cat.  |                   | Còrdas d'Albigés                                             | 44° 03′ 49″ N, 1° 56′ 55″ E / 44.063639°N,1.948667°E                                     | PA00095543 | Porta des Ormeaux, porta de vila · Vegeu més fotos d'aquest monument · Carregueu una nova foto d'aquest monument                               |
| Porta de la Jane                                               | Cat.  | Segle XIII        | Còrdas d'Albigés                                             | 44° 03′ 50″ N, 1° 56′ 56″ E / 44.063944°N,1.948833°E                                     | PA00095542 | Porta de la Jane · Vegeu més fotos d'aquest monument · Carregueu una nova foto d'aquest monument                                               |
| Porta de l'Horloge, porta de vila                              | Inv.  |                   | Còrdas d'Albigés                                             | 44° 03′ 46″ N, 1° 57′ 19″ E / 44.062667°N,1.955167°E                                     | PA00095541 | Porta de l'Horloge, porta de vila · Vegeu més fotos d'aquest monument · Carregueu una nova foto d'aquest monument                              |
| Molí de la Tour                                                | Inv.  | Segle XV          | Còrdas d'Albigés la Tour                                     | 44° 04′ 02″ N, 1° 57′ 03″ E / 44.067132°N,1.950795°E                                     | PA00095540 | Molí de la Tour · Vegeu més fotos d'aquest monument · Carregueu una nova foto d'aquest monument                                                |
| Maison Séguier o del Grand Ecuyer                              | Cat.  |                   | Còrdas d'Albigés Grand-Rue                                   | 44° 03′ 49″ N, 1° 56′ 58″ E / 44.0635°N,1.9495°E                                         | PA00095538 | Maison Séguier o del Grand Ecuyer · Vegeu més fotos d'aquest monument · Carregueu una nova foto d'aquest monument                              |
| Maison Prunet                                                  | Cat.  |                   | Còrdas d'Albigés Grand-Rue                                   | 44° 03′ 47″ N, 1° 57′ 07″ E / 44.063167°N,1.951944°E                                     | PA00095537 | Maison Prunet · Vegeu més fotos d'aquest monument · Carregueu una nova foto d'aquest monument                                                  |
| Maison del Grand Veneur                                        | Cat.  | Segle XIV         | Còrdas d'Albigés                                             | 44° 03′ 48″ N, 1° 57′ 02″ E / 44.063417°N,1.950667°E                                     | PA00095536 | Maison del Grand Veneur · Vegeu més fotos d'aquest monument · Carregueu una nova foto d'aquest monument                                        |
| Maison del Grand Fauconnier                                    | Cat.  | Segle XIV         | Còrdas d'Albigés                                             | 44° 03′ 48″ N, 1° 57′ 06″ E / 44.063222°N,1.95175°E                                      | PA00095535 | Maison del Grand Fauconnier · Vegeu més fotos d'aquest monument · Carregueu una nova foto d'aquest monument                                    |
| Maison Fompeyrouse                                             | Cat.  |                   | Còrdas d'Albigés                                             | 44° 03′ 49″ N, 1° 57′ 03″ E / 44.0635°N,1.950861°E                                       | PA00095533 | Maison Fompeyrouse · Vegeu més fotos d'aquest monument · Carregueu una nova foto d'aquest monument                                             |
| Maison Ladevèze                                                | Cat.  | Segle XIV         | Còrdas d'Albigés                                             | 44° 03′ 48″ N, 1° 57′ 02″ E / 44.063444°N,1.950417°E                                     | PA00095531 | Maison Ladevèze · Vegeu més fotos d'aquest monument · Carregueu una nova foto d'aquest monument                                                |
| Antic hospital Saint-Jacques                                   | Inv.  | Segle XVI         | Còrdas d'Albigés                                             | 44° 03′ 46″ N, 1° 57′ 21″ E / 44.062654°N,1.955738°E                                     | PA00095528 | Antic hospital Saint-Jacques · Vegeu més fotos d'aquest monument · Carregueu una nova foto d'aquest monument                                   |
| Llotja                                                         | Cat.  |                   | Còrdas d'Albigés                                             | 44° 03′ 48″ N, 1° 57′ 05″ E / 44.063472°N,1.9515°E                                       | PA00095527 | Llotja · Vegeu més fotos d'aquest monument · Carregueu una nova foto d'aquest monument                                                         |
| Església Saint-Michel                                          | Cat.  | Segle XIII        | Còrdas d'Albigés                                             | 44° 03′ 49″ N, 1° 57′ 03″ E / 44.063722°N,1.95075°E                                      | PA00095526 | Església Saint-Michel · Vegeu més fotos d'aquest monument · Carregueu una nova foto d'aquest monument                                          |
| Creu de ferro forjat i daurat                                  | Cat.  | Segle XVI         | Còrdas d'Albigés                                             | 44° 03′ 48″ N, 1° 57′ 06″ E / 44.063405°N,1.951543°E                                     | PA00095525 | Creu de ferro forjat i daurat · Vegeu més fotos d'aquest monument · Carregueu una nova foto d'aquest monument                                  |
| Capella del Saint-Crucifix                                     | Cat.  | Segles XV-XVI     | Còrdas d'Albigés                                             | 44° 03′ 54″ N, 1° 57′ 15″ E / 44.065083°N,1.95425°E                                      | PA00095524 | Capella del Saint-Crucifix · Vegeu més fotos d'aquest monument · Carregueu una nova foto d'aquest monument                                     |
| Casa forta des Farguettes                                      | Inv.  | Segle XIV         | Crespinet                                                    | 43° 56′ 50″ N, 2° 18′ 26″ E / 43.947154°N,2.307126°E                                     | PA81000027 | Carregueu una nova foto d'aquest monument |
| Antiga església des Farguettes                                 | Inv.  | Segles XIII-XIV   | Crespinet                                                    | 43° 56′ 51″ N, 2° 18′ 33″ E / 43.947475°N,2.309154°E                                     | PA00095550 | Antiga església des Farguettes · Vegeu més fotos d'aquest monument · Carregueu una nova foto d'aquest monument                                 |
| Església                                                       | Inv.  |                   | Denat                                                        | 43° 50′ 48″ N, 2° 12′ 20″ E / 43.846738°N,2.205495°E                                     | PA00095552 | Església · Vegeu més fotos d'aquest monument · Carregueu una nova foto d'aquest monument                                                       |
| Creu sobre le tomba dels capellans de la parròquia             | Cat.  | Segle XVI         | Fraissinhas                                                  | 43° 57′ 56″ N, 2° 30′ 56″ E / 43.965455°N,2.515478°E                                     | PA00095555 | Carregueu una nova foto d'aquest monument |
| Casa                                                           | Inv.  | Segle XVII        | Galhac 13 rue de la Courtade; rue d'Anguille                 | 43° 53′ 54″ N, 1° 53′ 43″ E / 43.898453°N,1.895394°E                                     | PA00095560 | Casa · Vegeu més fotos d'aquest monument · Carregueu una nova foto d'aquest monument                                                           |
| Font de Griffoul                                               | Cat.  |                   | Galhac place Thiers                                          | 43° 53′ 55″ N, 1° 53′ 48″ E / 43.898534°N,1.896633°E                                     | PA00095559 | Font de Griffoul · Vegeu més fotos d'aquest monument · Carregueu una nova foto d'aquest monument                                               |
| Abadia Saint-Michel                                            | Inv.  | Segle XVII        | Galhac                                                       | 43° 53′ 50″ N, 1° 53′ 46″ E / 43.89728°N,1.89612°E                                       | PA00132878 | Abadia Saint-Michel · Vegeu més fotos d'aquest monument · Carregueu una nova foto d'aquest monument                                            |
| Torre de Palmata                                               | Inv.  |                   | Galhac                                                       | 43° 53′ 53″ N, 1° 53′ 48″ E / 43.898008°N,1.896716°E                                     | PA00095564 | Torre de Palmata · Vegeu més fotos d'aquest monument · Carregueu una nova foto d'aquest monument                                               |
| Antiga presó                                                   | Inv.  |                   | Galhac                                                       | 43° 54′ 05″ N, 1° 54′ 07″ E / 43.9013°N,1.9019°E                                         | PA00095563 | Antiga presó · Vegeu més fotos d'aquest monument · Carregueu una nova foto d'aquest monument                                                   |
| Maison Yversen                                                 | Inv.  |                   | Galhac                                                       | 43° 53′ 53″ N, 1° 53′ 47″ E / 43.897925°N,1.896351°E                                     | PA00095562 | Maison Yversen · Vegeu més fotos d'aquest monument · Carregueu una nova foto d'aquest monument                                                 |
| Maison Pierre de Biens                                         | Cat.  | Segle XV          | Galhac                                                       | 43° 53′ 58″ N, 1° 53′ 49″ E / 43.899328°N,1.896904°E                                     | PA00095561 | Maison Pierre de Biens · Vegeu més fotos d'aquest monument · Carregueu una nova foto d'aquest monument                                         |
| Església Saint-Pierre                                          | Cat.  | Segles XIII-XIV   | Galhac                                                       | 43° 53′ 58″ N, 1° 53′ 51″ E / 43.8994°N,1.8976°E                                         | PA00095558 | Església Saint-Pierre · Vegeu més fotos d'aquest monument · Carregueu una nova foto d'aquest monument                                          |
| Església Saint-Michel                                          | Cat.  |                   | Galhac                                                       | 43° 53′ 50″ N, 1° 53′ 46″ E / 43.8973°N,1.8961°E                                         | PA00095557 | Església Saint-Michel · Vegeu més fotos d'aquest monument · Carregueu una nova foto d'aquest monument                                          |
| Castell d'Hutaud                                               | Cat.  |                   | Galhac                                                       | 43° 53′ 42″ N, 1° 53′ 53″ E / 43.895005°N,1.898049°E                                     | PA00095556 | Castell d'Hutaud · Vegeu més fotos d'aquest monument · Carregueu una nova foto d'aquest monument                                               |
| Església des Infournats                                        | Inv.  | Segles XII-XIII   | Jocavièlh                                                    | 44° 11′ 34″ N, 2° 06′ 29″ E / 44.192788°N,2.10797°E                                      | PA00095569 | Església des Infournats · Vegeu més fotos d'aquest monument · Carregueu una nova foto d'aquest monument                                        |
| Antic castell                                                  | Inv.  |                   | Jocavièlh                                                    | 44° 11′ 32″ N, 2° 08′ 51″ E / 44.192092°N,2.147543°E                                     | PA00095568 | Antic castell · Carregueu una nova foto d'aquest monument                                                                                      |
| Colomar del Pradinas                                           | Cat.  | Segle XVIII       | La Bastida de Lèvis                                          | 43° 55′ 22″ N, 2° 01′ 08″ E / 43.922723°N,2.018765°E                                     | PA00095671 | Colomar del Pradinas · Vegeu més fotos d'aquest monument · Carregueu una nova foto d'aquest monument                                           |
| Església                                                       | Inv.  | Segle XV          | La Bastida de Lèvis                                          | 43° 55′ 36″ N, 2° 00′ 33″ E / 43.926542°N,2.009248°E                                     | PA00095570 | Església · Vegeu més fotos d'aquest monument · Carregueu una nova foto d'aquest monument                                                       |
| Castell de Serres                                              | Inv.  | Segles XV-XVI     | La Becièira de Candelh                                       | 43° 48′ 28″ N, 2° 00′ 11″ E / 43.807782°N,2.002999°E                                     | PA00095573 | Carregueu una nova foto d'aquest monument |
| Zona arqueològica de Sainte-Sigolène                           | Cat.  | Segle IX          | La Grava                                                     | 43° 54′ 11″ N, 1° 59′ 15″ E / 43.902943°N,1.987568°E                                     | PA00095673 | Zona arqueològica de Sainte-Sigolène · Modifica el valor a Wikidata · Carregueu una nova foto d'aquest monument                                |
| Casa familiar del Coronel Du Pin                               | Inv.  | Segle xix         | Las Graissas place du Colonel-Du-Pin                         | 43° 49′ 12″ N, 2° 02′ 23″ E / 43.819999°N,2.039745°E                                     | PA81000033 | Carregueu una nova foto d'aquest monument |
| Església Notre-Dame-de-la-Drèche                               | Cat.  |                   | L'Escura d'Albigés                                           | 43° 58′ 10″ N, 2° 09′ 15″ E / 43.9694°N,2.1542°E                                         | PA00135476 | Església Notre-Dame-de-la-Drèche · Vegeu més fotos d'aquest monument · Carregueu una nova foto d'aquest monument                               |
| Torre de l'Horloge, porta de vila                              | Cat.  | Segle XV          | L'Escura d'Albigés                                           | 43° 57′ 12″ N, 2° 10′ 12″ E / 43.953325°N,2.169974°E                                     | PA00095591 | Torre de l'Horloge, porta de vila · Vegeu més fotos d'aquest monument · Carregueu una nova foto d'aquest monument                              |
| Església Saint-Michel                                          | Cat.  |                   | L'Escura d'Albigés                                           | 43° 56′ 59″ N, 2° 10′ 14″ E / 43.9498°N,2.1706°E                                         | PA00095590 | Església Saint-Michel · Vegeu més fotos d'aquest monument · Carregueu una nova foto d'aquest monument                                          |
| Casa situada a l'extrem sud de la plaça                        | Inv.  | Segle XVI         | L'Illa place de la Mairie; rue de l'Église; rue del Port     | 43° 51′ 09″ N, 1° 48′ 37″ E / 43.852415°N,1.810285°E                                     | PA00095594 | Casa situada a l'extrem sud de la plaça · Vegeu més fotos d'aquest monument · Carregueu una nova foto d'aquest monument                        |
| Font del Griffoul                                              | Cat.  | Segles XIII-XIX   | L'Illa Place Paul-Saissac, abans al parc de Rochegude (Albi) | 43° 50′ 57″ N, 1° 48′ 37″ E / 43.8493°N,1.8104°E                                         | PA81000017 | Font del Griffoul · Vegeu més fotos d'aquest monument · Carregueu una nova foto d'aquest monument                                              |
| Castell Gineste i dependències                                 | Inv.  |                   | L'Illa Saurs                                                 | 43° 53′ 55″ N, 1° 50′ 01″ E / 43.898488°N,1.833698°E                                     | PA00095672 | Castell Gineste i dependències · Vegeu més fotos d'aquest monument · Carregueu una nova foto d'aquest monument                                 |
| Antic hôtel de Boisset-Glassac, actualment ajuntament          | Inv.  | Segle XVII        | L'Illa                                                       | 43° 51′ 09″ N, 1° 48′ 38″ E / 43.852616°N,1.810518°E                                     | PA00095593 | Antic hôtel de Boisset-Glassac, actualment ajuntament · Vegeu més fotos d'aquest monument · Carregueu una nova foto d'aquest monument          |
| Església                                                       | Cat.  |                   | L'Illa                                                       | 43° 51′ 07″ N, 1° 48′ 38″ E / 43.851817°N,1.810631°E                                     | PA00095592 | Església · Vegeu més fotos d'aquest monument · Carregueu una nova foto d'aquest monument                                                       |
| Església                                                       | Inv.  | Segles XV-XVI     | Lobèrs                                                       | 44° 02′ 36″ N, 1° 53′ 41″ E / 44.043419°N,1.89467°E                                      | PA00095595 | Església · Vegeu més fotos d'aquest monument · Carregueu una nova foto d'aquest monument                                                       |
| Església de Saint-Jean-le-Froid                                | Inv.  |                   | Mailuòc                                                      | 44° 00′ 24″ N, 2° 05′ 46″ E / 44.006676°N,2.096018°E                                     | PA00095600 | Església de Saint-Jean-le-Froid · Vegeu més fotos d'aquest monument · Carregueu una nova foto d'aquest monument                                |
| Església Saint-Eloi                                            | Inv.  |                   | Mailuòc                                                      | 44° 00′ 17″ N, 2° 04′ 13″ E / 44.004823°N,2.070284°E                                     | PA00095599 | Església Saint-Eloi · Vegeu més fotos d'aquest monument · Carregueu una nova foto d'aquest monument                                            |
| Castell                                                        | Inv.  | Segles XV-XVI     | Mailuòc                                                      | 44° 00′ 30″ N, 2° 03′ 55″ E / 44.008211°N,2.065167°E                                     | PA00095598 | Castell · Vegeu més fotos d'aquest monument · Carregueu una nova foto d'aquest monument                                                        |
| Molí draper                                                    | Inv.  | Segle XVI         | Marçac de Tarn le Moulin                                     | Coordenades: La longitud no és numèrica: {{{lon}}} {{#coordinates:}}: longitud no vàlida | PA00095601 | Paràmetre 2.03145 desconegut |
| Menhir la Croix de Salvetat                                    | Cat.  | Neolític          | Monestièr la Croix Grosse                                    | 44° 07′ 08″ N, 2° 06′ 07″ E / 44.118841°N,2.101854°E                                     | PA00095607 | Menhir la Croix de Salvetat · Vegeu més fotos d'aquest monument · Carregueu una nova foto d'aquest monument                                    |
| Castell de Saint-Hippolyte                                     | Inv.  | Segles XIV-XVII   | Monestièr                                                    | 44° 03′ 36″ N, 2° 04′ 13″ E / 44.060102°N,2.070327°E                                     | PA81000009 | Castell de Saint-Hippolyte · Vegeu més fotos d'aquest monument · Carregueu una nova foto d'aquest monument                                     |
| Maison Lagrasse                                                | Inv.  | Segle XVI         | Monestièr prop de la porta fortificada                       | 44° 04′ 15″ N, 2° 05′ 44″ E / 44.07087°N,2.095484°E                                      | PA00095606 | Maison Lagrasse · Vegeu més fotos d'aquest monument · Carregueu una nova foto d'aquest monument                                                |
| Església Saint-Hippolyte                                       | Inv.  |                   | Monestièr                                                    | 44° 03′ 37″ N, 2° 04′ 14″ E / 44.060291°N,2.070569°E                                     | PA00095605 | Església Saint-Hippolyte · Vegeu més fotos d'aquest monument · Carregueu una nova foto d'aquest monument                                       |
| Església                                                       | Inv.  | Segle XVI         | Monestièr                                                    | 44° 04′ 15″ N, 2° 05′ 46″ E / 44.070852°N,2.096157°E                                     | PA00095604 | Església · Vegeu més fotos d'aquest monument · Carregueu una nova foto d'aquest monument                                                       |
| Església de Lagarde-Viaur                                      | Inv.  | Segle XV          | Montirat                                                     | 44° 10′ 45″ N, 2° 03′ 36″ E / 44.179061°N,2.060044°E                                     | PA81000034 | Església de Lagarde-Viaur · Vegeu més fotos d'aquest monument · Carregueu una nova foto d'aquest monument                                      |
| Església Saint-Jacques                                         | Inv.  |                   | Montirat                                                     | 44° 09′ 32″ N, 2° 06′ 11″ E / 44.158864°N,2.10304°E                                      | PA00095674 | Església Saint-Jacques · Vegeu més fotos d'aquest monument · Carregueu una nova foto d'aquest monument                                         |
| Església                                                       | Cat.  | Segle XV          | Mosièis e Panens                                             | 44° 05′ 25″ N, 1° 55′ 58″ E / 44.090267°N,1.932821°E                                     | PA00095610 | Església · Vegeu més fotos d'aquest monument · Carregueu una nova foto d'aquest monument                                                       |
| Castell de Mesens                                              | Inv.  | Segle XVII        | Mesens                                                       | 43° 47′ 15″ N, 1° 40′ 17″ E / 43.787369°N,1.67152°E                                      | PA81000025 | Castell de Mesens · Vegeu més fotos d'aquest monument · Carregueu una nova foto d'aquest monument                                              |
| Església parroquial                                            | Inv.  |                   | Noalhas                                                      | 44° 00′ 33″ N, 1° 59′ 00″ E / 44.009291°N,1.983457°E                                     | PA00095612 | Església parroquial · Vegeu més fotos d'aquest monument · Carregueu una nova foto d'aquest monument                                            |
| Restes del castell de Thuriès                                  | Inv.  |                   | Pampalona                                                    | 44° 07′ 29″ N, 2° 15′ 22″ E / 44.124776°N,2.256246°E                                     | PA00095613 | Restes del castell de Thuriès · Vegeu més fotos d'aquest monument · Carregueu una nova foto d'aquest monument                                  |
| Castell de Paulin                                              | Inv.  | Segles XV-XVI     | Paulinet                                                     | 43° 51′ 09″ N, 2° 24′ 23″ E / 43.852473°N,2.406303°E                                     | PA00095614 | Castell de Paulin · Vegeu més fotos d'aquest monument · Carregueu una nova foto d'aquest monument                                              |
| Gruta de la Magdeleine                                         | Cat.  | Préhistoire       | Pena                                                         | 44° 04′ 26″ N, 1° 42′ 01″ E / 44.0739°N,1.7004°E                                         | PA00095617 | Carregueu una nova foto d'aquest monument |
| Església i campanar                                            | Inv.  | Segles XIV-XVII   | Pena                                                         | 44° 04′ 38″ N, 1° 43′ 46″ E / 44.077246°N,1.729449°E                                     | PA00095616 | Església i campanar · Vegeu més fotos d'aquest monument · Carregueu una nova foto d'aquest monument                                            |
| Castell de Pena                                                | Cat.  | Edat mitjana      | Pena                                                         | 44° 04′ 42″ N, 1° 43′ 38″ E / 44.0783°N,1.7273°E                                         | PA00095615 | Castell de Pena · Vegeu més fotos d'aquest monument · Carregueu una nova foto d'aquest monument                                                |
| Antic pont de Laval                                            | Inv.  | Segles XIV-XV     | Puègcèlsi V.C. 4                                             | 43° 59′ 08″ N, 1° 42′ 34″ E / 43.985481°N,1.709319°E                                     | PA00095668 | Antic pont de Laval · Vegeu més fotos d'aquest monument · Carregueu una nova foto d'aquest monument                                            |
| Capella Saint-Julien-le-Vieux                                  | Inv.  | Segle XV          | Puègcèlsi                                                    | 43° 57′ 16″ N, 1° 40′ 49″ E / 43.954439°N,1.680401°E                                     | PA81000018 | Carregueu una nova foto d'aquest monument |
| Restes de les muralles                                         | Inv.  | Segle XIII        | Puègcèlsi                                                    | 43° 59′ 32″ N, 1° 42′ 40″ E / 43.992313°N,1.711205°E                                     | PA00095619 | Restes de les muralles · Vegeu més fotos d'aquest monument · Carregueu una nova foto d'aquest monument                                         |
| Porta de l'Irissou i dues torres murades                       | Inv.  | Segles XIII-XV    | Puègcèlsi                                                    | 43° 59′ 36″ N, 1° 42′ 41″ E / 43.993372°N,1.71137°E                                      | PA00095618 | Porta de l'Irissou i dues torres murades · Vegeu més fotos d'aquest monument · Carregueu una nova foto d'aquest monument                       |
| Casa                                                           | Inv.  |                   | Rabastens place Mont-del-Pa; cantonada rue Mont-del-Pa       | 43° 49′ 15″ N, 1° 43′ 28″ E / 43.820966°N,1.724373°E                                     | PA00095624 | Casa · Vegeu més fotos d'aquest monument · Carregueu una nova foto d'aquest monument                                                           |
| Casa                                                           | Inv.  | Segle XVIII       | Rabastens 2 avenue de Toulouse                               | 43° 49′ 18″ N, 1° 43′ 14″ E / 43.821647°N,1.720473°E                                     | PA00095625 | Carregueu una nova foto d'aquest monument |
| Hôtel de Rolland                                               | Inv.  | Segles XV-XIX     | Rabastens                                                    | 43° 49′ 14″ N, 1° 43′ 26″ E / 43.820505°N,1.723857°E                                     | PA81000031 | Hôtel de Rolland · Vegeu més fotos d'aquest monument · Carregueu una nova foto d'aquest monument                                               |
| Hôtel de La Fite                                               | Inv.  | Segle XVIII       | Rabastens                                                    | 43° 49′ 14″ N, 1° 43′ 28″ E / 43.820417°N,1.724486°E                                     | PA00095667 | Hôtel de La Fite · Vegeu més fotos d'aquest monument · Carregueu una nova foto d'aquest monument                                               |
| Ajuntament                                                     | Inv.  | Segles XVI-XVII   | Rabastens                                                    | 43° 49′ 16″ N, 1° 43′ 27″ E / 43.821191°N,1.724285°E                                     | PA00095623 | Ajuntament · Carregueu una nova foto d'aquest monument                                                                                         |
| Església des Pénitents Blancs                                  | Inv.  | Segle XVII        | Rabastens                                                    | 43° 49′ 22″ N, 1° 43′ 33″ E / 43.822809°N,1.72594°E                                      | PA00095622 | Església des Pénitents Blancs · Vegeu més fotos d'aquest monument · Carregueu una nova foto d'aquest monument                                  |
| Església Notre-Dame-du-Bourg                                   | Cat.  |                   | Rabastens                                                    | 43° 49′ 16″ N, 1° 43′ 29″ E / 43.821127°N,1.724757°E                                     | PA00095621 | Església Notre-Dame-du-Bourg · Vegeu més fotos d'aquest monument · Carregueu una nova foto d'aquest monument                                   |
| Castell de Saint-Géry                                          | Inv.  | Segles XIV-XV     | Rabastens                                                    | 43° 50′ 17″ N, 1° 46′ 06″ E / 43.838067°N,1.768268°E                                     | PA00095620 | Castell de Saint-Géry · Vegeu més fotos d'aquest monument · Carregueu una nova foto d'aquest monument                                          |
| Casa                                                           | Inv.  | Segle XVIII       | Rièlmont 15 rue Badou                                        | 43° 46′ 31″ N, 2° 11′ 23″ E / 43.775284°N,2.18966°E                                      | PA81000035 | Carregueu una nova foto d'aquest monument |
| Església                                                       | Inv.  |                   | Sent Andrieu                                                 | 43° 55′ 58″ N, 2° 27′ 41″ E / 43.932805°N,2.461261°E                                     | PA00095633 | Església · Vegeu més fotos d'aquest monument · Carregueu una nova foto d'aquest monument                                                       |
| Castell de Montus                                              | Inv.  |                   | Sent Andrieu                                                 | 43° 55′ 57″ N, 2° 27′ 44″ E / 43.932527°N,2.462345°E                                     | PA00095632 | Castell de Montus · Carregueu una nova foto d'aquest monument                                                                                  |
| Capella de Cahuzaguet                                          | Inv.  | Segle XIII        | Sent Gorgòri                                                 | 43° 56′ 00″ N, 2° 15′ 19″ E / 43.933264°N,2.25535°E                                      | PA00095636 | Capella de Cahuzaguet · Modifica el valor a Wikidata · Carregueu una nova foto d'aquest monument                                               |
| Central hidroelèctrica numéro 1 del Saut del Tarn              | Cat.  | Segle xix         | Sant Juèri Saut-du-Tarn                                      | 43° 57′ 10″ N, 2° 12′ 48″ E / 43.952803°N,2.213424°E                                     | PA00125615 | Central hidroelèctrica numéro 1 del Saut del Tarn · Vegeu més fotos d'aquest monument · Carregueu una nova foto d'aquest monument              |
| Torre des Avalats                                              | Inv.  | Segle XVI         | Sant Juèri                                                   | 43° 56′ 20″ N, 2° 14′ 23″ E / 43.938947°N,2.23969°E                                      | PA00095637 | Torre des Avalats · Carregueu una nova foto d'aquest monument                                                                                  |
| Masoveria rodona                                               | Cat.  | Segle XVIII       | Sant Lionç e la Fenassa                                      | 43° 46′ 17″ N, 2° 13′ 14″ E / 43.771254°N,2.22046°E                                      | PA00125616 | Masoveria rodona · Vegeu més fotos d'aquest monument · Carregueu una nova foto d'aquest monument                                               |
| Església parroquial Saint-Michel                               | Inv.  |                   | Sent Marcèl e Campas                                         | 44° 04′ 53″ N, 2° 01′ 20″ E / 44.081389°N,2.022096°E                                     | PA00095640 | Església parroquial Saint-Michel · Vegeu més fotos d'aquest monument · Carregueu una nova foto d'aquest monument                               |
| Església de Campas                                             | Inv.  | Segles XII-XVI    | Sent Marcèl e Campas                                         | 44° 04′ 14″ N, 1° 59′ 01″ E / 44.070529°N,1.983536°E                                     | PA00095639 | Església de Campas · Vegeu més fotos d'aquest monument · Carregueu una nova foto d'aquest monument                                             |
| Creu de pedra                                                  | Cat.  | Segle XV          | Sent Marcèl e Campas                                         | 44° 04′ 13″ N, 1° 59′ 00″ E / 44.070363°N,1.983405°E                                     | PA00095638 | Creu de pedra · Vegeu més fotos d'aquest monument · Carregueu una nova foto d'aquest monument                                                  |
| Castell de Sent Orsesi                                         | Inv.  | Segle XVIII       | Sent Orsesi                                                  | 43° 56′ 25″ N, 1° 36′ 58″ E / 43.940322°N,1.616215°E                                     | PA81000004 | Carregueu una nova foto d'aquest monument |
| Dolmen de Saint-Paul                                           | Cat.  | Neolític          | Santa Ceselha del Cairon les Peyres                          | 43° 59′ 36″ N, 1° 49′ 04″ E / 43.993337°N,1.817852°E                                     | PA00095634 | Dolmen de Saint-Paul · Vegeu més fotos d'aquest monument · Carregueu una nova foto d'aquest monument                                           |
| Església parroquial                                            | Inv.  |                   | Salas                                                        | 44° 04′ 21″ N, 2° 02′ 09″ E / 44.072568°N,2.035751°E                                     | PA00095642 | Església parroquial · Vegeu més fotos d'aquest monument · Carregueu una nova foto d'aquest monument                                            |
| Molí de Saint-Angel                                            | Inv.  | Segle XVIII       | Salvanhac les Garrous                                        | 43° 54′ 18″ N, 1° 38′ 44″ E / 43.905104°N,1.645432°E                                     | PA00095644 | Molí de Saint-Angel · Vegeu més fotos d'aquest monument · Carregueu una nova foto d'aquest monument                                            |
| Antic castell                                                  | Inv.  |                   | Salvanhac                                                    | 43° 54′ 22″ N, 1° 41′ 15″ E / 43.906178°N,1.687515°E                                     | PA00095643 | Antic castell · Vegeu més fotos d'aquest monument · Carregueu una nova foto d'aquest monument                                                  |
| Castell de Mauriac                                             | Inv.  | Segle XV          | Senolhac                                                     | 43° 57′ 25″ N, 1° 55′ 53″ E / 43.956887°N,1.93142°E                                      | PA00095645 | Castell de Mauriac · Vegeu més fotos d'aquest monument · Carregueu una nova foto d'aquest monument                                             |
| Església Notre-Dame-de-l'Assomption                            | Inv.  | Segle XV          | Soelh                                                        | 44° 01′ 51″ N, 1° 57′ 18″ E / 44.030758°N,1.955105°E                                     | PA81000002 | Església Notre-Dame-de-l'Assomption · Vegeu més fotos d'aquest monument · Carregueu una nova foto d'aquest monument                            |
| Granja de Lascroux                                             | Inv.  | Segles XVI-XVII   | Tanús                                                        | 44° 06′ 29″ N, 2° 20′ 04″ E / 44.107949°N,2.334461°E                                     | PA81000032 | Carregueu una nova foto d'aquest monument |
| Viaduc del Viaur                                               | Inv.  | Segle xix         | Tanús                                                        | 44° 07′ 24″ N, 2° 19′ 52″ E / 44.123362°N,2.331221°E                                     | PA00095650 | Viaduc del Viaur · Vegeu més fotos d'aquest monument · Carregueu una nova foto d'aquest monument                                               |
| Església Notre-Dame-de-Lasplanques                             | Cat.  |                   | Tanús                                                        | 44° 07′ 32″ N, 2° 17′ 04″ E / 44.125501°N,2.284542°E                                     | PA00095649 | Església Notre-Dame-de-Lasplanques · Vegeu més fotos d'aquest monument · Carregueu una nova foto d'aquest monument                             |
| Castell                                                        | Inv.  |                   | Trevièn                                                      | 44° 05′ 39″ N, 2° 07′ 01″ E / 44.09405°N,2.116996°E                                      | PA00095651 | Castell · Vegeu més fotos d'aquest monument · Carregueu una nova foto d'aquest monument                                                        |
| Dolmen                                                         | Cat.  | Neolític          | Valdariás Peyre-Levade                                       | 44° 00′ 59″ N, 2° 16′ 07″ E / 44.016523°N,2.2687°E                                       | PA00095652 | Dolmen · Modifica el valor a Wikidata · Carregueu una nova foto d'aquest monument                                                              |
| Dolmen Peyrelevade                                             | Cat.  | Neolític          | Vaur, abans a Rossairòlas le Courbal-Haut                    | 44° 05′ 23″ N, 1° 48′ 21″ E / 44.089659°N,1.805711°E                                     | PA00095654 | Dolmen Peyrelevade · Vegeu més fotos d'aquest monument · Carregueu una nova foto d'aquest monument                                             |
| Restes del castell                                             | Inv.  |                   | Vaur                                                         | 44° 04′ 10″ N, 1° 48′ 10″ E / 44.069333°N,1.802644°E                                     | PA00095653 | Restes del castell · Vegeu més fotos d'aquest monument · Carregueu una nova foto d'aquest monument                                             |
| Menhir                                                         | Cat.  | Neolític          | Vius Peire Lebade                                            | 43° 59′ 21″ N, 1° 51′ 49″ E / 43.989073°N,1.863612°E                                     | PA00095657 | Menhir · Carregueu una nova foto d'aquest monument                                                                                             |
| Església de Sant Eugèni                                        | Cat.  | Segle XVII        | Vius                                                         | 43° 59′ 36″ N, 1° 52′ 26″ E / 43.993374°N,1.873899°E                                     | PA00095656 | Església de Sant Eugèni · Vegeu més fotos d'aquest monument · Carregueu una nova foto d'aquest monument                                        |
| Església de Saint-Martin                                       | Cat.  | Segle XV          | Vindrac e Alairac                                            | 44° 04′ 00″ N, 1° 54′ 45″ E / 44.066593°N,1.912523°E                                     | PA00095659 | Església de Saint-Martin · Vegeu més fotos d'aquest monument · Carregueu una nova foto d'aquest monument                                       |
| Creu de terme al veïnat des Fargues                            | Cat.  | Segle XV          | Vindrac e Alairac Les Fargues                                | 44° 03′ 26″ N, 1° 55′ 37″ E / 44.057127°N,1.926829°E                                     | PA00095658 | Carregueu una nova foto d'aquest monument |